# Beit Liqya
Beit Liqya (àrab: بيت لقيا, Bayt Liqyā) és un municipi palestí en la governació de Ramal·lah i al-Bireh al centre de Cisjordània, situat 21 kilòmetres al sud-oest de Ramal·lah. Segons l'Oficina Central d'Estadístiques de Palestina (PCBS), tenia 9.866 habitants en 2016.

## Història

### Època otomana
Beit Liqya, com la resta de Palestina, va ser incorporada a l'Imperi Otomà en 1517, i en 1557 els ingressos de la vila foren designades al nou waqf de Hasseki Sultan Imaret a Jerusalem, establert per Hasseki Hurrem Sultan (Roxelana), l'esposa de Solimà I el Magnífic.
En 1838 Beit Lukia fou registrada com a vila musulmana, situada a l'àrea Beni Malik a l'oest de Jerusalem.
L'explorador francès Victor Guérin va visitar la vila en 1863, i va estimar que tenia al voltant de 500 habitants. També assenyalà que hi havia un wali per un xeïc Abou Ismail. Una llista oficial de viles otomanes del 1870 mostra que "Bet Lukja" tenia un total de 109 cases i una població de 347, encara que la població només comptava els homes.
En 1883 el Survey of Western Palestine del Fons per a l'Exploració de Palestina descrivia Beit Likia com una "petita vila en una carretera principal als peus dels turons, subministrats per cisternes. Hi ha antigues fundacions entre les cases."

### Època del Mandat Britànic
En el cens de Palestina de 1922, organitzat per les autoritats del Mandat Britànic, Beit Leqia tenia 739 musulmans, que augmentaren en el cens de 1931 quan Beit Liqya tenia 209 cases ocupades i una població de 858 musulmans.
En el cens de 1945 la població era de 1.040 musulmans, mentre que l'àrea total de terra era de 14,358 dúnams, segons una enquesta oficial de terra i població. D'aquests, 1,918 eren per plantacions i terra de rec, 6,469 per cereals, mentre 39 dúnams eren sòl edificat.

### Després de 1948
En la vespra de guerra araboisraeliana de 1948, i després dels acords d'armistici araboisraelians de 1949, Beit Liqya fou ocupada pel regne haixemita de Jordània. Després de la Guerra dels Sis Dies de 1967 va romandre sota l'ocupació israeliana.
Jamal 'Asi (15 anys) i U'dai 'Asi (14 anys) van ser assassinats per les Forces de Defensa d'Israel el 2005, a prop del mur de separació. El Secretari General de l'ONU Kofi Annan va acollir amb satisfacció l'anunci d'Israel que es va suspendre un oficial implicat de l'IDF i que es duria a terme una investigació completa de l'incident. Més tard, el mateix any, el seu cosí de 15 anys, Mahyoub al-Asi, va ser assassinat per un guàrdia civil de seguretat, "a qui coneixia". Estava atenent la vinya familiar. El seu germà també va ser assassinat per una explosió de mines prop del poble fa uns anys.
El 16 d'octubre de 2014, les forces israelianes van disparar i van matar el jove palestí Bahaa Badr, de 13 anys, al poble prop de la línia divisòria amb Israel. Bahaa Badr va rebre un tret al pit i va morir 20 minuts després d'arribar a l'hospital.